# Азовская крепость
Азо́вская крепость — фортификационное сооружение в историческом центре Азова на левом берегу одного из рукавов дельты Дона, вблизи впадения в него реки Азовки.
Крепость была основана турками (Османская империя) в 1475 году после завоевания ими города Тана. Новая крепость, именовавшаяся Азак, стала северным портом Османской империи. В период с 1637 года по 1642 год крепость находилась под контролем донских и запорожских казаков, затем она снова перешла в руки османов. В 1695 и 1696 годах Петром I были предприняты военные походы на Азов. В результате гарнизон крепости сдался, по итогам русско-турецкой войны (1686—1700) был заключён Константинопольский мирный договор, который закрепил за Россией право на владение Азовом и окрестными землями. В середине XVIII века крепость была разрушена. Единственные оборонительные сооружения, оставшиеся от неё — Алексеевские ворота и прилегающий к ним фрагмент крепостного вала шириной до 30 метров и высотой до 15 метров.

## История

### Под контролем Турции
До второй половины XV века на месте Азовской крепости располагался город генуэзцев и венецианцев Тана, являвшийся богатейшим перевалочным пунктом торговли между западом и востоком. В 1471 году Тану захватила Османская империя и основала там мощную крепость Азак. Она представляла собой высокую каменную стену с 11 башнями, которая опоясывала холм. Предместья прикрывались рвами и земляными валами. Крепость защищал четырёхтысячный гарнизон пехоты, имевший свыше 200 пушек.

### Азовское сидение
В июне 1637 года отряды донских и запорожских казаков Русского войска штурмом взяли крепость под свой контроль. Для охраны Азова со стороны степей была создана конная стража численностью около 400 человек. В 1641 году турецкая армия попытались отбить Азовскую крепость. Под предводительством полководца Гусейн-паши она осадила крепость Азов и его предместья. Османские войска дважды шли на приступ, но понесли большие потери и были отбиты. Казаки рыли траншеи под позициями противника, а затем их подрывали, при этом погибали до нескольких сотен янычар.
С конца июня по крепости вёлся непрерывный артиллерийский огонь из тяжёлых пушек. Стены были разбиты во многих местах до основания. Из 11 башен уцелели только три. После столь сильного артиллерийского обстрела турки предприняли мощную атаку крепости. Удар численно превосходивших войск казакам было трудно отразить, и они оставили одно из предместий, переместившись в укрепления средневековой постройки. Ежедневно османские войска расходовали от 700 до 1000 снарядов. 26 сентября ввиду затруднений с поставками запасов и провианта турецкая армия, потеряв за три месяца, по разным оценкам, от 25 до 70 тысяч человек, сняла осаду.
Казаки предложили царю Михаилу Федоровичу принять Азов под свою власть, восстановить крепость и устроить там гарнизон, но поскольку это неминуемо привело бы к очередной русско-турецкой войне, к которой российское правительство было не готово, Земский Собор ответил отказом. В результате летом 1642 года, не имея продовольственных и иных запасов, казаки покинули разрушенную крепость, не дожидаясь нового нападения турок.

### Под контролем России
В 1695 году Пётр I предпринял военный поход на Азовскую крепость по Волге и Дону на транспортных судах. 5 августа пехотные полки под командованием Ф. Я. Лефорта при поддержке 2 500 казаков предприняли первую попытку штурма крепости, которая не увенчалась успехом, однако были захвачены сторожевые каланчи. С русской стороны потери убитыми и ранеными составили 1 500 человек. 25 сентября начался второй штурм крепости. Ф. М. Апраксину с Преображенским и Семёновским полками и 1000 донских казаков удалось захватить часть укреплений и ворваться в город, однако турки успели перегруппироваться, а Апраксин, не поддержанный другими частями, вынужден был отступить. 2 октября осада была снята.
Спустя год был организован третий поход на Азов. 16 июля 1696 года завершились подготовительные осадные работы, и 17 июля полторы тысячи донских и часть запорожских казаков самовольно ворвались в крепость и засели в двух бастионах. 19 июля после длительных артиллерийских обстрелов гарнизон Азова сдался. Официально крепость отошла России по Константинопольскому мирному договору, заключённому в 1700 году.
В ходе неудачного Прутского похода в 1711 году русская армия была прижата берегу Прута многочисленной турецкой армией и конницей крымских татар. Безнадёжное положение вынудило Петра заключить Прутский мирный договор, по которому к Турции отошли Азов и побережье Азовского моря.
Во время русско-турецкой войны 1735—1739 донская армия из 28 тысяч человек под предводительством генерал-фельдмаршала Петра Ласси осадила крепость в 1736 году. Выполняя план кампании, граф Ласси принял решение о подготовке штурма с двух сторон. 27 мая турки произвели большую вылазку с целью помешать осадным работам. Отряд численностью более 2000 человек атаковал левый фланг осаждающей армии. Прибывший с 500 гренадерами и сотней драгун фельдмаршал Ласси лично атаковал неприятеля в обход, что заставило турок поспешно отступить. 11 июня русская армия открыла стрельбу по крепостным укреплениям из всех орудий. Такая стрельба не прекращалась до победного окончания осады. Осаждённые отвечали артиллерийским огнём. Вместе с тем, туркам удавалось поддерживать связь со стороны степей. Так, 28 мая в крепость прорвались 100 татар. 15 июня турки совершили ещё две вылазки, но и они были отбиты. 19 июня от попадания снаряда в Азове взорвался пороховой погреб. Взрывом было разрушено 5 мечетей, 100 домов и погибло около 300 человек.
В ночь с 28 на 29 июня фельдмаршал Ласси назначил штурм. Штурмовую колонну составляли 300 гренадер и 700 мушкетёр полковника Ломана. Турки оказали упорное сопротивление и взорвали две мины, но были принуждены отступить. При штурме русские потеряли убитыми семь человек, ранеными 38 нижних чинов, ещё двое пропали без вести. После ночной атаки азовский паша Мустафа-Аги предложил сдать город. По Белградскому миру 1739 года Азов уже навсегда остался за Россией.
Последний раз военной крепостью город сделался в середине XIX века во время Крымской войны. Старая крепость к этому времени была практически разрушена. В Азове разместили склады с продовольствием и обмундированием, установили артиллерийские батареи, провели фортификационные работы.

## Гарнизон
В 1698 году были сформированы из стрельцов и солдат «переведенцев» и определены «на вечное житье» в Азов:
- Жилой солдатский полковника Владимира Жаворонкова полк;
- Жилой солдатский полковника Александра Блудова полк;
- Жилой солдатский полковника Степана Верховского полк;
- Жилой солдатский полковника Венедикта Янгрека полк;
- Жилой солдатский полковника Ивана Старкова полк;

Данные солдатские полки в 1708 году принимали активное участие в подавлении Булавинского бунта (восстания), в 1711 году успешно действовали против османов (турок). До 1712 года гарнизонные азовские полки. В 1712 году после расформирования азовского гарнизона их личный состав влился в Павловский, Белоколодский, Коротоякский солдатские гарнизонные полки.

## Описание
Наиболее основательному изучению остатки Азовской крепости были подвергнуты во время археологических раскопок, проведенных в 1935 году Ростовским областным бюро охраны памятников. К моменту раскопок Алексеевские ворота представляли собой две параллельные каменные стены (пилоны), расположенные по торцу земляного вала крепости и отстоящие друг от друга более чем на 3 м. Длина стен достигала 13,5 м стены ворот были облицованы тесаным камнем. Сохранились и кованые штыри, вбитые в цельный камень.
В черте города сохранились валы крепости. Они протянулись на сотни метров и в некоторых местах пересечены улицами. Высота их колеблется от 4 до 15 метров, ширина у основания — от 10 до 30 метров, а на гребне — от 5 до 15 метров. По параллельной оси сохранился крепостной ров, сооруженный в XVI веке. Глубина его до 12 метров, длина — до 100 метров с крутизной склонов от 450 до 600 ‰. К нему непосредственно примыкает часть вала высотой до 30 метров, почти с отвесной крутизной (до 800 ‰).